# Mormodes pabstiana
Mormodes pabstiana är en orkidéart som beskrevs av J.Cardeñas, A.Ramírez och S.Rosillo. Mormodes pabstiana ingår i släktet Mormodes och familjen orkidéer. Inga underarter finns listade i Catalogue of Life.